# Vance Packard
Vance Packard (Granville Summit, 22 maggio 1914 – Martha's Vineyard, 12 dicembre 1996) è stato un giornalista e sociologo statunitense di grande influenza nel suo tempo.

## Biografia
Nato in una piccola città della Pennsylvania da Philip J. Packard e Mabel Case Packard, negli anni dal 1920 al 1932 ha frequentato la scuola a State College e poi si è iscritto all'università in quella che diventerà la Penn State University, dove si è laureato nel 1936, per poi lavorare per breve tempo a un giornale locale, il Centre Daily Times. Nel 1937 ha conseguito la laurea magistrale alla Columbia University Graduate School of Journalism. Ha quindi lavorato al "Boston Daily Record" e nel 1939 ha sposato Virginia Matthews.
Nel 1940 è diventato reporter presso la Associated Press e nel 1942, ha cominciato a lavorare al "The American Magazine". Quando questo giornale ha chiuso, nel luglio del 1956, Packard si è trasferito al "Collier's". Nel 1957, avendo perso anche questo lavoro, si dedicò all'osservazione della società scrivendo il saggio The Hidden Persuaders che fu subito un grande successo internazionale. È stato il primo saggio importante che ha analizzato i messaggi subliminali e il potere occulto della pubblicità.
Da allora, fino alla morte, nel 1996 all'ospedale di Martha's Vineyard in Massachusetts, ha dedicato la propria vita a scrivere saggi tra sociologia, critica e denuncia sociale e critica della propaganda politica, contribuendo all'analisi del mondo contemporaneo del consumismo, della pubblicità e dell'apparenza sociale. Occasionalmente è stato anche ospite di radio e televisioni e ha anche insegnato giornalismo. Con I persuasori occulti e con I cacciatori di prestigio ha vinto il National Book Award per la saggistica.
In italiano quasi tutti i suoi libri sono usciti nella collana dei Saggi di Giulio Einaudi Editore, con una certa eco nei giornali e nelle riviste di cultura, soprattutto negli anni 1970. Con i "Persuasori Occulti" (The Hidden Persuaders, 1957) Packard ebbe il merito di illustrare i nuovi pervasivi metodi tecnologici a disposizione dell'industria pubblicitaria con l'impiego di tecniche mutuate dalla psichiatria e dalla psicologia del profondo, agli albori dei mass-media, sollevando la questione etica di queste manipolazioni.
Evidenziò come nell'America, soprattutto del secondo dopoguerra mondiale, fu praticata, un'aggressiva propaganda in cui il buon cittadino era individuato nel buon consumatore: di conseguenza si ebbe lo sviluppo dell'industria pubblicitaria che utilizzò metodi leciti quanto nascosti, giovandosi delle scoperte tecnologiche moderne e della ricerca scientifica. Tali tecniche venivano usate anche nelle competizioni elettorali.

## Opere
- How to Pick a Mate, 1946 (coautore di una guida alla scelta di un partner scritta per il Penn State Marriage Counseling Service)
- The Human Side of Animals: Animal IQ, 1950 (sull'intelligenza animale)
- The Hidden Persuaders, 1957 (sulla industria pubblicitaria)
  - trad. di Carlo Fruttero, I persuasori occulti, Einaudi, Torino, 1958; Il Saggiatore, Milano, 1968; dall'ed. Einaudi 1989 con il saggio I persuasori occulti rivisitati negli anni ottanta, ISBN 88-06-11376-3.
- The Status Seekers, 1959 (sul comportamento degli americani rispetto alla stratificazione sociale)
  - trad. it. di Giancarlo Buzzi, I cacciatori di prestigio, Einaudi, Torino, 1961
- The Waste Makers, 1960 (critica del piano di ammortamento sulla produttività americana e sul carattere nazionale)
- The Pyramid Climbers, 1962 (sul conformismo della carriera nelle imprese americane)
  - trad. it. di Roberto Giammanco, Gli arrampicatori aziendali, Einaudi, Torino, 1962
- The Naked Society, 1964 (sulle minacce alla privacy delle

nuove tecnologie quali archiviazione su computer, tecniche di
sorveglianza e metodi di influenza del comportamento umano)
- - trad. it. di Guido Ghisalberti, La società nuda, Einaudi, Torino, 1967
- The Sexual Wilderness, 1968 (sulla rivoluzione sessuale degli anni 1960 e le variazioni del rapporto uomo-donna)
  - trad. it. di Vittorio Di Giuro e Maria Vittoria Malvano, Il sesso selvaggio. I rapporti sessuali oggi, Einaudi, Torino, 1970
- A Nation of Strangers, 1972 (sul logoramento della comunità attraverso i frequenti trasferimenti dei dirigenti aziendali)
  - trad. it. di Leonardo Lojacono, Una nazione di estranei, Einaudi, Torino, 1974
- The People Shapers, 1977 (sull'uso di test psicologici e biologici e la sperimentazione nel manipolare il comportamento)
- Our Endangered Children, 1983 (su come crescono i bambini in un mondo che cambia e che gira attorno a denaro, potere e sesso, valori non infantili)
  - trad. it. I bambini in pericolo, prefazione di Anna Oliverio Ferraris, Editori Riuniti, Roma, 1985
- The Ultra Rich: How Much Is Too Much?, 1989 (esamina la vita di alcuni miliardari americani e le loro stravaganze)
  - trad. it. di Andrea D'Anna, I super ricchi, Bompiani, Milano, 1990